# Folke Friis
Folke Alfons Friis, född 3 juli 1912 i Raus församling, död 8 juni 1966, var en svensk fotbollsmålvakt som spelade hela sin karriär i Hälsingborgs IF.
Friis spelade 204 allsvenska matcher för Hälsingborg åren 1930–1947. Han var med och vann SM-guld 1932/1933, 1933/1934 och 1940/1941. 1941 blev han även cupmästare.
Friis är gravsatt på Råå kyrkogård.